# 紀元前92年
紀元前92年（きげんぜん92ねん）は、ローマ暦の年である。

## 他の紀年法
- 干支 : 己丑
- 日本
  - 崇神天皇6年
  - 皇紀569年
- 中国
  - 前漢 : 征和元年
- 朝鮮
  - 檀紀2242年
- 仏滅紀元 : 453年
- ユダヤ暦 : 3669年 - 3670年

## できごと

### ローマ
- 執政官 - ガイウス・クラウディウス・プルケルとマルクス・ペルペルナ
- ローマ帝国とパルティアが初めて外交的な話し合いを持った。ルキウス・コルネリウス・スッラはパルティアの大使と面会し、ユーフラテス川を境界とすることで合意した。
- スッラは、カッパドキアからアルメニアのティグラネス2世を追放した。
- ルキウス・リキニウス・ルクッルスは、6世紀に渡るローマ・ペルシャ戦争を始め、アルメニアに侵攻した。
- ガイウス・センティウスは、カッパドキアの知事になり、紀元前88年まで務めた。

## 誕生
- プブリウス・クロディウス・プルケル：ローマの政治家（紀元前52年没）

## 死去
- アンティオコス11世エピファネス・フィラデルフォス：セレウコス朝の王